# Finger (Unix)
finger (originariamente Name/Finger) è un protocollo di rete per lo scambio di informazioni, introdotto in ARPANET e diffuso nei sistemi operativi Unix-like. Descritto dalla RFC 742 del 1977, viene implementato tramite un demone fingerd che utilizza la porta 79.

## Funzioni
Il suo compito è quello di mostrare le informazioni aggiuntive presenti nel account, detto campo GECOS (General Electric Comprehensive Operating System). Per modificare le informazioni (GECOS) si DEVE utilizzare il comando chfn.
- Nome completo (normalmente l'unico utilizzato)
- Il numero dell'ufficio e dell'edificio
- Interno
- Recapito telefonico
- Home directory dell'utente
- La shell

## Esempi di utilizzo
Utilizzato senza alcuna opzione, finger mostrerà tutti gli utenti collegati attualmente al sistema:
```
 utente@computer:~$ finger
   Login     Name          Tty   Idle  Login  Time   Office  Office Phone
   mario      mario rossi  tty1        Apr 10 13:38
   root                    tty2        Apr 10 14:38
```

Utilizzandolo invece seguito dal nome di un utente, esso visualizzerà le informazioni ad esso relative:
```
 utente@computer:~$ finger linux
 Login: linux          	      Name: Linux
 Directory: /home/linux              Shell: /bin/bash
 Office: 1, 2			      Home Phone: 3
 On since Sat Feb 27 08:14 (CET) on tty7 from :0
   8 hours 56 minutes idle
 On since Sat Feb 27 18:09 (CET) on pts/0 from :0.0
 No mail.
 No Plan.
```